# Спартак (Волгоградська область)
Спартак (рос. Спартак) — хутір у Дубовському районі Волгоградської області Російської Федерації.
Населення становить 88 осіб. Входить до складу муніципального утворення Лозновське сільське поселення.

## Історія
Хутір розташований у межах українського історичного та культурного регіону Жовтий Клин.
Згідно із законом від 14 березня 2005 року № 1026-ОД органом місцевого самоврядування є Лозновське сільське поселення.

## Населення
| 2010 |
| ---- |
| 88   |